# Ayden Heaven
Ayden Edford Heaven (Enfield Town, 22 september 2006) is een Engels voetballer die bij voorkeur als centrale verdediger speelt. Hij tekende in 2025 voor Manchester United.

## Clubcarrière
Heaven speelde in de jeugd bij West Ham United en Arsenal. Op 30 oktober 2024 debuteerde hij voor Arsenal in de League Cup tegen Preston North End. Op 1 februari 2025 tekende hij een contract tot 2029 bij Manchester United. Op 9 maart 2025 debuteerde Heaven in de Premier League tegen zijn vorige club Arsenal. Hij viel aan de rust in voor de geblesseerde Leny Yoro. 